# Суперкубок Туркменистана по футболу 2013
Суперкубок Туркменистана по футболу 2013 года прошёл 5 апреля в Туркменабаде на стадионе «Туркменабад». В матче встречались действующий чемпион и обладатель кубка Туркменистана балканабадский «Балкан» и вице-чемпион страны ашхабадский МТТУ. Балканабатский клуб, будучи чемпионом страны, являлся номинальным хозяином поля. Победителями стали МТТУ, победившие со счётом 4:3 в серии пенальти.

## Подробности
| 5 апреля 2013                                                                       | \| Балкан \| 1:1 (4:3 по пен.) \| МТТУ \| \| Владимир Байрамов 70′ \| Голы \| Хемра Аманмамедов 90′ \| | Стадион: «Туркменабад», Туркменабад Судья: Чары Курбанов |
| СМИ: Золотой Век Не забили: Мамедали Караданов (перекладина), Амир Гурбани (штанга) | |                                                          |
| Балкан                                                                              | 1:1 (4:3 по пен.)                                                                                      | МТТУ                                                     |
| Владимир Байрамов 70′                                                               | Голы                                                                                                   | Хемра Аманмамедов 90′                                    |